# Oscar Más
Oscar Más (Villa Ballester, 29 oktober 1946) is een voormalig Argentijnse voetballer. Hij staat op de tiende plaats in de topschutterslijst van de Argentijnse competitie. 
Hij speelde het grootste deel van zijn carrière bij River Plate en is daar de op een na beste topschutter van de club. Hij werd twee keer topschutter van de Argentijnse competitie en één keer van de Copa Libertadores. 